# Großsteingrab Detershagen
Das Großsteingrab Detershagen war eine mögliche megalithische jungsteinzeitliche Grabanlage bei Detershagen, einem Ortsteil von Burg (bei Magdeburg) im Landkreis Jerichower Land, Sachsen-Anhalt. Es wurde wohl spätestens im 19. Jahrhundert zerstört. Eine Beschreibung der Anlage liegt nicht vor, ihre mögliche Existenz ist nur durch die Bezeichnung „Steinstücken“ auf einem historischen Messtischblatt belegt.